# Pseudotorinia panamensis
Pseudotorinia panamensis is een slakkensoort uit de familie van de Architectonicidae. De wetenschappelijke naam van de soort is voor het eerst geldig gepubliceerd in 1918 door Bartsch.